# Фридрих Роберт Фелман
Фридрих Роберт Фелман (ест. Friedrich Robert Faehlmann; Ао, 31. децембар 1798 – Тарту, 22. април 1850) био је естонски књижевник, филолог и лекар који је деловао на територији Ливонске губерније Руске Империје. Био је један од оснивача Естонског ученог друштва 1838. и његов секретар (1843–1850) и један од најзначајнијих представника естофилског покрета.
Године 1825. завршио је медицину на Универзитету у Тартуу. Иако Немац по националности био је јако заинтересован за прочавање естонске културе и језика, а у преводу на немачки језик објавио је бројне естонске митове и легенде.